# Szűcs Endre (építész)
Szűcs Endre (Budapest, 1944. február 29. – Budapest, 2023. június 9.) magyar építész, műemlékvédelmi szakember.

## Élete
Budapesten, más adat szerint a Vas vármegyei Csepregen született; későbbi építészeti szemlélete kialakulásában meghatározóak voltak családjának egyéb dunántúli, illetve erdélyi kapcsolatai is. Középiskolai tanulmányait 1958–1962 közt a budapesti II. Rákóczi Ferenc Gimnáziumban folytatta, majd – részben mérnök édesapja hatására – jelentkezett a Budapesti Műszaki Egyetem Építészmérnöki Karára, ahol 1968-ban szerzett oklevelet. Később, 1978 és 1981 között Műemlékvédelem és Konzerválás Szakon szakmérnöki diplomát is szerzett.
Érdeklődése korán az akkoriban mellőzött népi építészet, a szecesszió és a historizmus fordult; kezdő építészként a „klasszikus" műemlékvédelem lett a szakterülete. Doktori disszertációját a magyarországi díszablakokról írta, Színes üvegablakok Budapest századfordulós építészetében címmel. A téma még fiatalon, tervezési feladatai során ejtette rabul, s több évtizedes – építész és üvegfestő alkotótársakkal közösen folytatott – kutatómunkája eredményeit 2005-ben egy hiánypótló szakkönyvben összegezte (Megfestett fény – díszüveges munkák a történelmi Magyarország építészetében 1945-ig).
Első munkahelye 1968–1976 között a Mélyépítési Tervező Vállalat (Mélyépterv) volt, majd 1976-ban a Fővárosi Ingatlankezelő Műszaki Vállalat Műemléki Osztályához került. Az 1980-as évek elején önállósult, és saját stúdiót alapított, mely eleinte a Szépítők Műemléki Tervező Társaság PJT, 1987-től pedig a MÉRMŰ Építész Stúdió nevet viselte. [Utóbbi eleinte gmk, majd kisszövetkezet, szövetkezet, végül kft cégformában működött.] Jelentős számú műemlékfelújítás tervezésében vett részt, egyik legjelentősebb munkája az alsóbogáti Festetics-kastély felújítása volt (Tóth Péterrel, 2014), amely Europa Nostra díjat nyert az Európai Unió műemlék-felújításokra kiírt pályázatán, emellett a Pro Architectura és az ICOMOS díját is kiérdemelte.
Mivel a rendszerváltás után megritkultak a műemlék-felújítási feladatok, a hagyományőrző családi házak tervezése felé fordult, főleg a Balaton-felvidéken, az Őrségben és az alföldi tanyavilágban vállalt ilyen megbízásokat. Nevéhez fűződik a soproni Fő tér és a belvárosi utcák rekonstrukciója, valamint a várfal sétány tervezése (Vladár Ágnessel, Sallós Csabával, Dósa Papp Tamással, és Örsi Károly kerttervezővel), továbbá a Kárpát-haza templom Verőcén (Tóth Péterrel).
Az 1990-es évek elején a Magyar Tudományos Akadémia ösztöndíjasaként három éven át foglalkozott a gyimesi népi építészet kutatásával is – Zakariás Attila sepsiszentgyörgyi építésszel együtt –, ennek során mintegy 100 épület felmérését és fotódokumentálását végezték el. Ezen építészeti értékek mentését nem csupán vizuális megörökítéssel, illetve tudományos értekezések formájában végezték, hanem számos esetben fizikailag is: megvásároltak lebontásra ítélt régi épületeket, hogy azokat szétszedve a Gyimesközéplokon kialakított, alapítványi keretek közt működő falumúzeumban újra felépíthessék. Kezdeményezésük eredményeként eddig tizennyolc épületet és egy kápolnát sikerült megmenteniük ebben a formában.
Tíz éven át (2001–2011) volt a soproni, majd a szentendrei (2012–2019) és az óbuda-békásmegyeri (2013–2017) főépítészi zsűri tagja. Rendszeresen publikált, az Országépítő folyóirat szerkesztője volt. 2014-től haláláig rendes tagja volt a Magyar Művészeti Akadémia Építőművészeti Tagozatának is.

## Elismerései
- A Magyar Műemlékvédelemért emlékplakettje (1990)
- Építészeti Nívódíj (2 alkalommal)
- A Magyar Köztársaság Arany Érdemkeresztje (2006)
- Pro Architectura díj (2011)
- Europa Nostra díj (2013), e két utóbbi az alsóbogáti Festetics-kiskastély műemléki felújításáért)
- Ybl-díj (2014), a Balaton-felvidék hagyományos építészetének megújítása, a műemlékvédelem területén elsősorban a népi építészeti értékek dokumentálása és megmentése, valamint a 19-20. századi magyar építészet világszínvonalú üveges munkáinak kutatása során végzett kiemelkedő tevékenységéért.